# Лохов, Мендик Феликсович
Мендик Феликсович Лохов (родился 2 декабря 1965 в Хетагурово) — депутат Парламента Республики Южная Осетия VI созыва.

## Биография
Родился 2 декабря 1965 года в селе Хетагурово (Цхинвальский район). Учился в Хетагуровской средней школе в 1971—1982 годах и в Вологодском строительном техникуме в 1982—1984 годах. Срочную службу проходил в 1984—1986 годах. В 1987—1991 годах работал автослесарем Хетагуровского совхоза.
В 1991 году поступил в Юго-Осетинский государственный педагогический институт, где учился на заочном отделении до 1996 года по специальности «Филология». Окончил университет, получив квалификацию «учитель осетинского языка и литературы средней школы».
С 1991 по 2015 годы работал в органах внутренних дел Республики Южная Осетия. Во время войны 2008 года был заместителем командира 3-го стрелкового батальона, награждён орденом «Уацамонга». Избран в 2014 году депутатом в Парламент Южной Осетии VI созыва от партии «Единая Осетия». Член Комитета Парламента РЮО по обороне и безопасности.
На дебатах накануне выборов 2019 года выступил за приравнивание ополченцев, участвовавших в войне 2008 года против Грузии, к статусу военнослужащих с повышением соответствующих пенсий.
Женат, воспитывает троих детей.